# Витасек, Ондржей
Ондржей Витасек (чеш. Ondřej Vitásek; 4 сентября 1990, Простеёв, Чехия) — чешский хоккеист. В настоящее время является игроком чешского клуба «Били Тигржи».

## Биография
Ондржей Витасек — воспитанник хоккейного клуба «Слезан». Провёл 1 матч в чешской экстралиге за «Витковице» в 2010 году. В 2011 году подписал контракт с либерецким «Били Тигржи». В 2014 году был вызван в сборную Чехии на чемпионат мира по хоккею с шайбой. Дебютировал в первом же матче против Словакии, где ассистировал решающему голу в овертайме.

## Достижения
- Чемпион Экстралиги 2016
- Серебряный призёр Экстралиги 2017 и 2021